# Гадсон (Флорида)
Гадсон (англ. Hudson) — переписна місцевість (CDP) в США, в окрузі Паско штату Флорида. Населення — 12 944 особи (2020).

## Географія
Гадсон розташований за координатами 28°21′33″ пн. ш. 82°41′23″ зх. д. / 28.35917° пн. ш. 82.68972° зх. д. (28.359149, -82.689694).  За даними Бюро перепису населення США в 2010 році переписна місцевість мала площу 16,40 км², з яких 16,36 км² — суходіл та 0,04 км² — водойми.

## Демографія
Згідно з переписом 2010 року, у переписній місцевості мешкало 12 158 осіб у 5816 домогосподарствах у складі 3466 родин. Густота населення становила 741 особа/км².  Було 7848 помешкань (478/км²).
Расовий склад населення:
| - 95,3 % — білих - 1,2 % — азіатів - 0,7 % — чорних або афроамериканців - 0,4 % — корінних американців |

До двох чи більше рас належало 1,5 %. Частка іспаномовних становила 5,0 % від усіх жителів.
За віковим діапазоном населення розподілялося таким чином: 12,6 % — особи молодші 18 років, 52,6 % — особи у віці 18—64 років, 34,8 % — особи у віці 65 років та старші. Медіана віку мешканця становила 56,6 року. На 100 осіб жіночої статі у переписній місцевості припадало 95,5 чоловіків;  на 100 жінок у віці від 18 років та старших — 93,7 чоловіків також старших 18 років.
Середній дохід на одне домашнє господарство  становив 46 943 долари США (медіана — 37 028), а середній дохід на одну сім'ю — 59 356 доларів (медіана — 46 943). Медіана доходів становила 35 634 долари для чоловіків та 35 729 доларів для жінок. За межею бідності перебувало 16,9 % осіб, у тому числі 33,8 % дітей у віці до 18 років та 6,1 % осіб у віці 65 років та старших.
Цивільне працевлаштоване населення становило 3624 особи. Основні галузі зайнятості: освіта, охорона здоров'я та соціальна допомога — 26,7 %, роздрібна торгівля — 13,5 %, мистецтво, розваги та відпочинок — 13,4 %.